# Blakiaster
Blakiaster is een geslacht van kamsterren uit de familie Astropectinidae.

## Soort
- Blakiaster conicus Perrier, 1881